# Ian Poveda
Ian Carlo Poveda-Ocampo (ur. 9 lutego 2000 w Londynie) – kolumbijski piłkarz angielskiego pochodzenia występujący na pozycji napastnika w angielskim klubie Sunderland oraz w reprezentacji Kolumbii. Wychowanek Chelsea, w trakcie swojej kariery grał także w takich zespołach, jak Manchester City, Leeds United, Blackburn Rovers, Blackpool oraz Sheffield Wednesday. Młodzieżowy reprezentant Anglii.